# Suurupi (poloostrov)

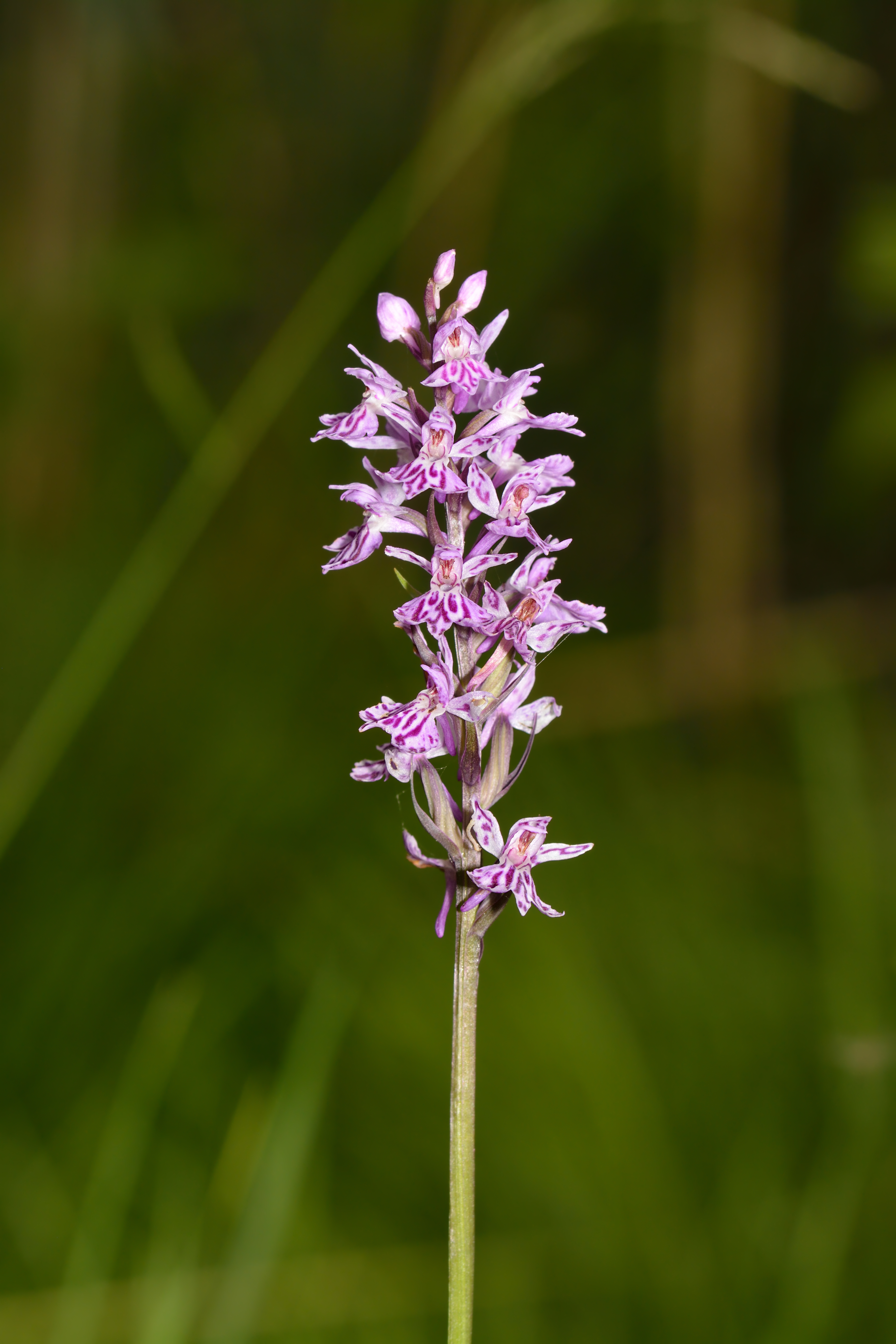
Prstnatec Fuchsův (Dactylorhiza fuchsii) z přírodní rezervace

Poloostrov Suurupi (estonsky: Suurupi poolsaar) se nachází v severozápadním Estonsku v obci Harku v kraji Harjumaa ve Finském zálivu. Je vzdálen 19 km západně od hlavního města Tallinnu. 
Jeho nejsevernější části je mys Ninamaa. Poloostrov je omýván na západě vodami zálivu Lohusalu a zálivu Kakumäe z východu (Tallinnský záliv). Na severu je ostrov Naissaar. Na poloostrově jsou obce Muraste, Suurupi a Viti. Hustota obyvatel je 40 osob na km².
Podnebí je kontinentální. Průměrná roční teplota je 3 °C. Nejteplejším měsícem je červenec, kdy průměrná teplota je 17 °C a nejchladnějším měsícem je v leden s průměrnou teplotou −11 °C.
Silnice č. 11390 Tallinn–Rannamöisa–Kloogaranna
Na poloostrově Suurupi se nachází: 
- Dolní maják Suurupi
- Horní maják Suurupi
- Na jihozápadě poloostrova se nachází chráněná oblast Vääna-Viti[2] o rozloze 33 ha. Oblast byla založena v roce 1989 na ochranu zimovišť netopýrů.[3]
- Pobřežní baterie z let 1918–1940